# Georges Rooms
Georges Florimond Rooms (* 1894; † unbekannt) war ein belgischer Gewichtheber.

## Erfolge
Georges Rooms musste seine Karriere als Gewichtheber aufgrund des Ersten Weltkriegs unterbrechen, in dem er selbst als Soldat teilnahm und in Kriegsgefangenschaft geriet.
Er startete bei den Olympischen Spielen 1920 in Antwerpen im Leichtgewicht bis 67,5 kg. In dem zwölf Teilnehmer umfassenden Starterfeld gelang es ihm mit 230,0 kg gestemmtem Gesamtgewicht das drittbeste Resultat zu erzielen, sodass er hinter dem siegreichen Esten Alfred Neuland, der mit 257,5 kg Olympiasieger wurde, und seinem Landsmann Louis Williquet mit 240,0 kg die Bronzemedaille gewann. Kurz nach den Spielen beendete er seine Laufbahn als Gewichtheber.